# One South Dearborn
One South Dearborn è un grattacielo di Chicago, Illinois.

## Caratteristiche
L'edificio, costruito tra il 2003 e il 2005 ha 39 piani ed è alto 174 metri. Progettato da DeStefano Keating Partners, è il 59 °edificio più alto di Chicago. L'attuale inquilino principale è la Sidley Austin LLP, che si è trasferita a One South Dearborn nel novembre 2005 da Bank One Plaza.